# Autodefensa contra las frutas frescas
El sketch del curso de autodefensa contra las frutas frescas es un sketch del grupo cómico inglés: Monty Python como parte del episodio: Owl Stretching Time en el que un Sargento Mayor entrena a sus hombres para defenderse de cualquier agresor "armado" con cualquier pieza de fruta.
En Now for Something Completely Different se hizo una recreación del mismo gag.

## Resumen
El Sargento instructor (John Cleese) está preparado para ofrecer a su clase (a la cual solo asisten cuatro personas) un curso de autodefensa contra cualquier enemigo que porte una fruta fresca, sin embargo sus pupilos están hartos puesto que llevan dos meses con lo mismo. Cuando uno de ellos le sugiere que les enseñe a defenderse contra palos afilados.
Tras un acalorado "discurso" sobre la variedad de frutas, estos le recuerdan que ya han ejercitado con todo tipo de frutos: granadas, naranjas, uvas, limones, etc. el sargento llega a la conclusión de que no han entrenado la autodefensa contra un atacante armado con un plátano. De acuerdo al instructor, la autodefensa se desarrolla en dos partes:
1. Se obtiene el plátano del atacante, y
2. Se procede a comer el plátano para así desarmar al atacante.

Como ejemplo le ofrece al estudiante interpretado por Graham Chapman el papel de agresor, el cual debe asaltar a su víctima (el profesor), pero este último le mata al dispararle con un revólver ante la mirada aterrada de estos, no obstante el instructor se justifica al decirles que "tenía un plátano".
El siguiente turno es para Thompson (Terry Jones) al que Cleese llama "Melocotón en Álmibar", este le ordena que le "ataque" con frambuesas aunque se niega a menos que le prometa no dispararle. Como acto de buena fe tira el arma al suelo, no obstante Thompson fallece aplastado por una romana de dieciséis toneladas.
Los otros dos deben hacer lo mismo: atacarle con dos cestillas de frambuesas pero se niegan puesto que podrían correr la misma suerte, sin embargo el profesor, aparte de prometerles "no matarles" les ofrece una ligera ventaja (factor sorpresa). Para esta técnica el instructor suelta un tigre que no solo se come a los "agresores" sino que además termina con las frambuesas.

## Reparto
- John Cleese es Instructor.
- Eric Idle es (no mencionado).
- Michael Palin es (no mencionado).
- Graham Chapman es Harrison/ Sr. Albaricoque
- Terry Jones es Thompson/ Sr. Melocotón en Almíbar